# Wir können alles. Außer Hochdeutsch.

Logo des Landes Baden-Württemberg mit Werbespruch

Aufkleber der Werbekampagne

„Wir können alles. Außer Hochdeutsch.“ ist ein Slogan, den das Land Baden-Württemberg von 1999 bis 2021 für seine Selbstvermarktung verwendete. Im Oktober 2021 wurde der Slogan durch die Kampagne „The Länd“ (Eigenschreibweise: THE LÄND) abgelöst.

## Geschichte
Der Slogan wurde in den 1990er-Jahren von Sebastian Turner von der Agentur Scholz & Friends entwickelt und zunächst dem Freistaat Sachsen angeboten, der ihn ablehnte. Ende Oktober 1999 stellte der damalige Ministerpräsident Erwin Teufel die neue Kampagne der Öffentlichkeit vor. Bereits am selben Abend startete die Ausstrahlung von Werbespots im deutschen Fernsehen. Laut der Staatskanzlei sollte die Kampagne die Kernbotschaft „Erfolgreich, weil menschlich.“ transportieren. Laut Ministerpräsident Winfried Kretschmann handelte es sich um „die erste Werbekampagne für ein Bundesland in Deutschland“. Ein weiterer, ebenfalls von der Agentur Scholz & Friends entworfener Slogan, der erstmals zwischen 2000 und 2004 auf Lokomotiven der Deutschen Bahn genutzt wurde, ist „Nett hier. Aber waren Sie schon mal in Baden-Württemberg?“ Er wird, auch nach Auslaufen der Kampagne, seit den 2000er Jahren auch auf Aufklebern verbreitet.

## Rezeption
Die Mischung aus Selbstbewusstsein und Selbstironie dieser Kampagne war für ein Bundesland neuartig und bewog auch andere Bundesländer dazu, Imagekampagnen auszurichten. Kritisiert wurden unter anderem die hohen Kosten. Manche Baden-Württemberger beschwerten sich, dass sie sehr wohl Hochdeutsch könnten. Der Linguist Werner König kritisierte, dass der Slogan Vorurteile bestätige und vertiefe.
Die Kampagne gewann eine Vielzahl von Preisen. Laut Werner König waren es „einige mehr“ als 28, die 2012 auf der Website der Kampagne aufgezählt wurden. Eine Untersuchung aus dem Jahr 2004 stellte fest, dass 29 % der Befragten, welche die Kampagne kannten, Baden-Württemberg als das beliebteste Bundesland bezeichneten. Unter jenen, welchen die Kampagne nicht bekannt war, waren es nur 14 %. Auch die Akzeptanz innerhalb des Bundeslandes stieg in den ersten Jahren nach der Einführung deutlich von nur 3 % auf 65 %, der Slogan wurde zum geflügelten Wort.
Der Slogan wurde seit seiner Einführung 1999 häufig aufgegriffen, zitiert und zum Teil auch verändert, so zum Beispiel von der Sprachberatungsstelle der Technischen Universität Chemnitz, die sich das Motto „Wir können nicht alles, aber Deutsch“ gab oder von Kritikern, die damit auf Missstände in Baden-Württemberg hinweisen wollen (z. B. „Wir können alles. Außer Bahnhof.“ im Bezug auf Stuttgart 21).
Ende Januar 2013 erhielt der SPD-Politiker Wolfgang Thierse nach seinen Aussagen über Schwaben in Berlin die „Goldene Narrenschelle“ der Vereinigung Schwäbisch-Alemannischer Narrenzünfte (VSAN), die er als „Zeichen der preußisch-schwäbischen Versöhnung“ annahm. In seiner Rede sagte Thierse: „Der Schwabe kann alles außer Hochdeutsch. Ich kann nichts außer Hochdeutsch.“

### Studie der Universität Hohenheim
Eine 2016 unter der Leitung von Markus Voeth bundesweit durchgeführte Studie der Universität Hohenheim ergab, dass „Wir können alles. Außer Hochdeutsch.“ der mit Abstand bekannteste und der beliebteste Bundesland-Slogan ist: 69,2 % der Befragten gaben an, den Slogan zu kennen (wobei nur 51,4 % der Befragten angaben, zu wissen, zu welchem Bundesland er gehört), gefolgt von „So geht Sächsisch“ (Sachsen; 29,3 % und 22,1 %) und „An Hessen führt kein Weg vorbei“ (Hessen; 28,4 % und 21,3 %). 54,4 % der Befragten bewerteten den Slogan positiv, gefolgt von „Großes entsteht immer im Kleinen“ (Saarland; 52,4 %) und „Hier hat Zukunft Tradition.“ (Thüringen; 51,9 %). Bei der Frage, ob der Slogan zum jeweiligen Bundesland passe, landete er mit 83,2 % auf dem vierten Platz hinter „So geht Sächsisch“ (Sachsen; 91,3 %), „Bremen erleben“ (Bremen; 84,6 %) und „Der echte Norden“ (Schleswig-Holstein; 83,6 %).